# Вивільга світлокрила
Вивільга світлокрила (Oriolus brachyrhynchus) — вид співочих птахів родини вивільгових (Oriolidae).

## Поширення
Птах широко поширений в Африці на південь від  Сахари, особливо у західній і центральній частині континенту. Середовищем проживання є тропічні низовинні дощові ліси та савана.